# Koenigia alaskana
Koenigia alaskana (sinónimo Aconogonon alaskanum y Polygonum alpinum) es una especie de planta con flores asiática y norteamericana perteneciente a la familia del trigo sarraceno y conocida con los nombres comunes ruibarbo silvestre de Alaska y nudo alpino .  Es similar a Koenigia alpina, pero difiere en el tamaño de las hojas y las características del aquenio.
Es una planta nativa del Ártico, subártico y sección alpina del noroeste de América del Norte. Aunque la planta tiene cierta importancia económica y ecológica, su biología es poco conocida.

## Descripción
Esta planta perenne herbácea o semiperenne crece hasta 2 metros (6,6 pies) de altura, con una raíz leñosa y hojas lanceoladas. Las abundantes flores son de color blanco, crema o verde pálido y nacen en penachos en pleno verano. Las flores tienen de 8 a 10 milímetros (0,3 a 0,4 plg) de diámetro, con cinco tépalos blancos, 6 a 8 estambres bien desarrollados y tres estigmas encima de un ovario superior. Las inflorescencias son compuestas por cientos de flores, hasta 5000 flores en una planta.
Les siguen las cabezas de semillas rosadas a finales del verano o principios del otoño. Sin embargo, en un jardín normalmente se cortan después de la floración para preservar su vigor.
La variedad de plantas de Alaska en comparación con las variedades canadienses suelen ser glabra en lugar de densamente pubescente, es decir, vellosa, cubierta de pelos finos y suaves a nivel de los tallos y también glabra en lugar de densamente pubescente en las hojas.

## Distribución y hábitat
Como su nombre lo indica, la Koenigia alaskana es originaria de Alaska, especialmente ubicado en el Yukón y el Óblast de Magadán en el Extremo Oriente ruso. En los Territorios del Noroeste canadiense, la K. alaskana ocurre solo en el extremo noroeste de las montañas Richardson y la región de los lagos Husky (lagos esquimales, conocidos como Imaryuk en el idioma inuvialuktun) al norte de Inuvik y su línea de árboles y hacia el sur a lo largo del río Mackenzie y en las montañas que lo rodean hasta la latitud de Tulita (64.9132°N).
Las plantas están confinadas a áreas de alteración del sustrato, especialmente alteraciones humanas, como bancos erosionados, desprendimientos de rocas, deslizamientos de tierra, bordes de carreteras, montones de desechos orgánicos y sustratos excavados o arrojados por topadoras.

## Cultivo
K. alaskana se cultiva en zonas con suficiente espacio para sus numerosos montículos de follaje. Bajo el nombre de Persicaria alpina ha recibido el Premio al Mérito del Jardín de la Royal Horticultural Society. Esta planta ha sido utilizada como fuente de alimento y medicina por los pueblos indígenas y los primeros exploradores del continente.